# 本間靖規
本間 靖規（ほんま やすのり、1952年2月 - ）は、日本の法学者。学位は法学博士。専門は民事手続法・国際民事手続法・ADR。早稲田大学名誉教授。小山昇門下。

## 来歴
1952年、北海道札幌市生まれ。1974年、北海道大学法学部卒業。1980年6月、北海道大学大学院法学研究科博士後期課程修了、法学博士。1981年、龍谷大学法学部助教授、1990年同教授。2000年、名古屋大学大学院法学研究科教授。2012年早稲田大学法学学術院教授、名古屋大学名誉教授。2021年2月、華東政法大学名誉教授、2022年早稲田大学名誉教授。
この他、旧司法試験考査委員（2001年～2004年）や新司法試験考査委員（2005年～2008年）を歴任した。

## 学問態度
恩師の小山同様に通説に立脚しているかどうかは不明。現在は、判決効の主観的範囲、国際民事訴訟法のみならず、人事訴訟、非訟事件における手続保障や家事審判法における法手続も研究対象としている。

## 著書
- 酒井一, 中野俊一郎『国際民事手続法』（共著、有斐閣、2005年初版/2024年第3版）
- 梶村太市, 徳田和幸編『家事事件手続法裁判例集』（分担執筆、有斐閣、2011年）
- 『手続保障論集』（信山社 2015年）
- 加藤哲夫, 高田昌宏『現代民事手続の法理』（共著、弘文堂、2017年）